# Alberto Párraga
Alberto Párraga Arredondo (San Vicente de Cañete, 3 de noviembre de 1945) es un exfutbolista peruano nacido en Cañete que se desempeñaba como portero.

## Trayectoria
Sus inicios en el arco fue en su tierra natal San Vicente de Cañete donde militó en Club Atlético Independiente (Cañete) en 1962 donde jugaba de puntero izquierdo. 
A mediados del año siguiente, en 1963, llegó al Sporting Cristal por recomendación de su hermano Reynaldo Párraga para el puesto de delantero donde anotó 4 goles en su primer entrenamiento.  
Su admiración por los arqueros y sus condiciones que él sentía hizo que entrenara con la aprobación del DT. Didí con los tres arqueros principales más Rafael Asca que estaba en el retiro; Alberto decidió optar jugar en ese puesto, además en el ataque no tendría espacio. 
En 1965 fue promocionado como tercer arquero, al siguiente año en 1966 pasó a ser el segundo arquero del cuadro rimense, en 1968 salió campeón nacional. Jugó en el cuadro bajopontino hasta 1969.
Luego jugaría por Juan Aurich por 3 temporadas, Atlético Chalaco bajo la DT. de César Cubilla, Carlos A. Mannucci donde no terminó la temporada 1974, luego jugaría por F. B. C. Melgar, Alfonso Ugarte por 2 temporadas y en Deportivo Junín también por 2 temporadas.
En 1980 viajó a Bolivia donde entrenó con el Jorge Wilstermann pero no pudo ser contratado por temas económicos.
Regresó al Sporting Cristal en 1981, asimismo regresó al Juan Aurich en 1982, se retiró en el Defensor ANDA en 1984. 
En 1987 regresa al fútbol para jugar en Alipio Ponce que clasificó a la zona Centro del torneo Descentralizado 1988, año de su retiro definitivo.

## Selección  Peruana
Fue parte de la Selección juvenil en 1964 en el Sudamericano de Colombia bajo la DT. del brasileño Marinho de Oliveira y Rafael Castillo junto al portero Santiago Carty.
Fue parte de la Selección Peruana en agosto de 1971 que jugó un amistoso ante Paraguay en Asunción, luego en la que realizó la gira de tres continentes en 1972, bajo la DT. de Lajos Baróti.

## Preparador de Arqueros
En 1985 fue Preparador de Arqueros en la Escuela Técnica del Ejército por dos temporadas; en 1989 (tras su retiro definitivo un año antes) continuó en el Alipio Ponce como asistente de su hermano Reynaldo Párraga a quien recomendó para el club.
En 1993 fue DT. del Mariano Santos de Huanuco que clasificó a la Liguilla Final de la Copa Perú, pero decidió no continuar en la disputa jugada en enero de 1994.
Luego fue Preparador de Arqueros del Walter Ormeño entre otros equipos de Liga y Copa Perú en el Sur Chico.
Entre los años 2008 y 2013 estuvo como Preparador de arqueros en la escuela de alto rendimiento de la Universidad César Vallejo.
Desde el 2014 dirige una Academia de Arqueros en la Urb. Santa Luzmila, en el distrito limeño de Comas.

## Clubes
| Club               | País | Año         |
| ------------------ | ---- | ----------- |
| Sporting Cristal   | Perú | 1965 - 1969 |
| Juan Aurich        | Perú | 1970 - 1972 |
| Atlético Chalaco   | Perú | 1973        |
| Carlos A. Mannucci | Perú | 1974        |
| F. B. C. Melgar    | Perú | 1975        |
| Alfonso Ugarte     | Perú | 1976 - 1977 |
| Deportivo Junín    | Perú | 1978 - 1979 |
| Sporting Cristal   | Perú | 1981        |
| Juan Aurich        | Perú | 1982 - 1983 |
| Defensor ANDA      | Perú | 1984        |
| Alipio Ponce       | Perú | 1987 - 1988 |

## Palmarés

### Campeonatos nacionales
| Título           | Club             | País | Año  |
| ---------------- | ---------------- | ---- | ---- |
| Primera División | Sporting Cristal | Perú | 1968 |